# Lars Villiger
Lars Villiger, né le 29 avril 2003 à Muri en Suisse, est un footballeur suisse, qui évolue au poste d'avant-centre au FC Lucerne.

## Biographie

### En club
Né à Muri en Suisse, Lars Villiger commence le football au FC Sins. Après des passages d'une saison au Zug 94 et au SC Kriens il est formé au FC Lucerne. Se montrant à son avantage avec les équipes de jeunes du club, il signe son premier contrat professionnel avec le FC Lucerne le 2 avril 2023. C'est à cette même période que l'entraîneur de l'équipe première, Mario Frick, l'intègre au groupe professionnel. 
Le 2 avril 2023, il fait ses débuts en professionnel, lors d'un match de Super League contre le FC Sion. Il entre en jeu à la place de Asumah Abubakar (en) et son équipe s'incline par deux buts à un. Villiger inscrit son premier but en professionnel le 20 mai 2023, lors d'une rencontre de championnat face au FC Saint-Gall. Titularisé, il ouvre le score et les deux équipes se neutralisent (1-1 score final),.

### En sélection
Le 12 septembre 2023, Lars Villiger joue son premier match avec l'équipe de Suisse espoirs face à la Finlande. Titulaire, il se fait remarquer en inscrivant son premier but avec les espoirs, sur un service de Franck Surdez, permettant ainsi à son équipe de l'emporter (1-2 score final),. Il est de nouveau buteur lors de son deuxième match avec les espoirs, le 13 octobre 2023, contre le Monténégro, participant ainsi à la victoire des siens (4-2 score final),.